# اشنایدر ۲۳۵۱۴
سیارک ۲۳۵۱۴ (به انگلیسی: 23514 Schneider، نامگذاری:1992RU) بیست و سه هزار و پانصد و چهاردهمین سیارک کشف شده‌است که در ۲ سپتامبر ۱۹۹۲ کشف شد.
قدر مطلق سیارک برابر ۱۵٫۷۰ است.